# Чэнь Чжэ
Чэнь Чжэ (англ. Chen Zhe; род. 1993) — китайский профессиональный игрок в снукер.

## Биография и карьера
Родился 28 февраля 1993 года в Тайюане китайской провинции Шаньси.
Проживает в Ромфорде, Англия; некоторое время тренировался с Ронни О’Салливаном. В 2012 году, выиграв пять матчей в Q School, заработал двухлетнюю карту участия в снукерном Мэйн-туре.
Свой первый профессиональный матч в Мэйн-туре выиграл у Панкаджа Адвани со счётом 5:4 в первом отборочном раунде Wuxi Classic 2012 года. Но в следующем раунде проиграл Саймону Бедфорду со счётом 0:5. Первый сезон Чэнь Чже в туре завершился проигрышем Сэму Бэрду со счетом 7:10 в первом раунде квалификации чемпионата мира. 2012 год он окончил в мировом рейтинге под № 78. В конце следующего сезона занял 89-е место в рейтинге и вылетел из Мэйн-тура.
Снова поступил в Q School, чтобы попытаться вернуть себе место в туре в 2014 году, но неудачно. Успешно пройдя Q School в следующем году, обеспечил себе место в Мэйн-туре на очередной двухлетний период.